# Jeu vidéo otome
Un jeu vidéo otome (乙女ゲーム, otome gēmu) est un type de jeu vidéo caractérisé par deux éléments : il cible principalement le public féminin, et l'un des buts est de développer une relation romantique (voire érotique) entre le protagoniste féminin et des personnages non-joueurs (il peut, par ailleurs, y avoir une trame narrative et d'autres buts de jeu). Il s'agit généralement de visual novels ou de jeux de drague sur mobile avec une esthétique de manga shojo/josei. Le genre est né au Japon qui lui a donné son nom, et s'est ensuite répandu dans le monde.

## Historique

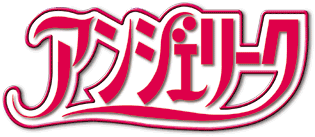
Angelique.

Le premier jeu otome généralement reconnu est Angelique de Koei sur Super Famicom, créé par une équipe de développement intégralement féminine et sorti en 1994. Le jeu s’adresse d’abord aux jeunes filles pré-adolescentes, mais devient rapidement très populaire auprès de publics féminins plus âgés, jusqu’à la vingtaine. Le jeu a quelques-unes des principales caractéristiques des otome : il se concentre sur la romance, a un système de jeu très simple et utilise différents supports multimédia.
En 2002, Konami publie Tokimeki Memorial Girl's Side (en), un jeu qui rencontre un grand succès commercial et démocratise le genre otome. Il sauve ainsi le studio de la faillite. En 2006, le top 20 des jeux de romance les plus vendus de Famitsu contient sept jeux otome. Les premiers jeux otome s’inspirent fortement des mangas Shōjo classiques, avec des héroïnes très féminines et des romances très innocentes dans un milieu confortable et stable. Avec l’expansion de la catégorie otome, d’autres jeux font leur apparition, dans lesquels il y a des combats, des actions plus spécifiques, et des histoires dans laquelle il s’agit non seulement de trouver l’amour, mais aussi de sauver le monde.

## Système de jeu
L'otome est un jeu vidéo textuel et romantique dédié aux femmes qui se joue généralement sur mobile,.
Le personnage joué est généralement féminin et aura pour but de terminer l'histoire avec le garçon de son choix, en tissant des liens amoureux avec une ou plusieurs personnes. Deux grandes tendances se dégagent : la première étant de faire choisir dès le début le garçon que la joueuse devra séduire, la trame se créant autour de lui. La deuxième tendance est de faire avancer l'histoire avec tous les garçons et en fonction des réponses données, la joueuse finira le jeu avec celui avec lequel elle a le plus d'affinité. Parfois, afin de mieux se projeter dans l’histoire, le jeu est en vue à la première personne, l’héroïne n'apparaissant pas à l'écran, et on choisit son nom afin de mieux se projeter dans l’histoire. Le jeu a une fin, lors de laquelle l’héroïne vit un moment avec le personnage dont elle s’est le plus rapprochée ; en fonction des décisions prises pendant le jeu la fin sera différente, même avec le même personnage.
En général, le jeu se concentre sur la romance, avec un système de jeu très simple (il suffit d'un système basique de déplacement de l'héroine, et d'un autre système de boite de dialogue pour faire les choix d'interaction avec les personages non joueurs), et des supports multimédia et des voix qui sont très soignés, en s'appuyant sur l’esthétique des mangas Shōjo et Josei. Il se rapproche des visual novels, avec du texte à faire défiler et des moments de décision,.

## Modèle économique
Sur mobile, les jeux ont généralement un modèle freemium, où il faut payer pour dépasser un certain nombre d’actions par jour.

## Sous-types de jeux
Les jeux otoge, contraction de otome et eroge, reprennent les codes otome mais ont une visée plus érotique.

## Studios notables

### Au Japon
- Idea Factory (Brother Conflicts, Diabolik Lovers, Amnesia, Hakuōki...)[2]
- Natsume (Princess Debut)
- D3 Publisher[2]
- Ikemen Series (Ikemen Vampire, Ikemen Revolution, Ikemen Sengoku, Ikemen Prince, Ikemen Villains)
- Shall We Date? (Obey Me, Blood and Rose, Wizardess Heart,...)
- Ciagram (Nigtmare Harem, Dateless Love, Hozuki,...)

### En France
- Lexis Numérique (Lovely Juliet)
- Beemoov (Amour Sucré, Eldarya, Le Secret d'Henri, Moonlight Lovers)
- 1492 Studio, fondé en 2014 et acheté en mars 2018 par Ubisoft[3]
- Shukimo (I-dolls, Aquaerial)
- Librastral (Odyssian Blaze)